# Iza (Sängerin)

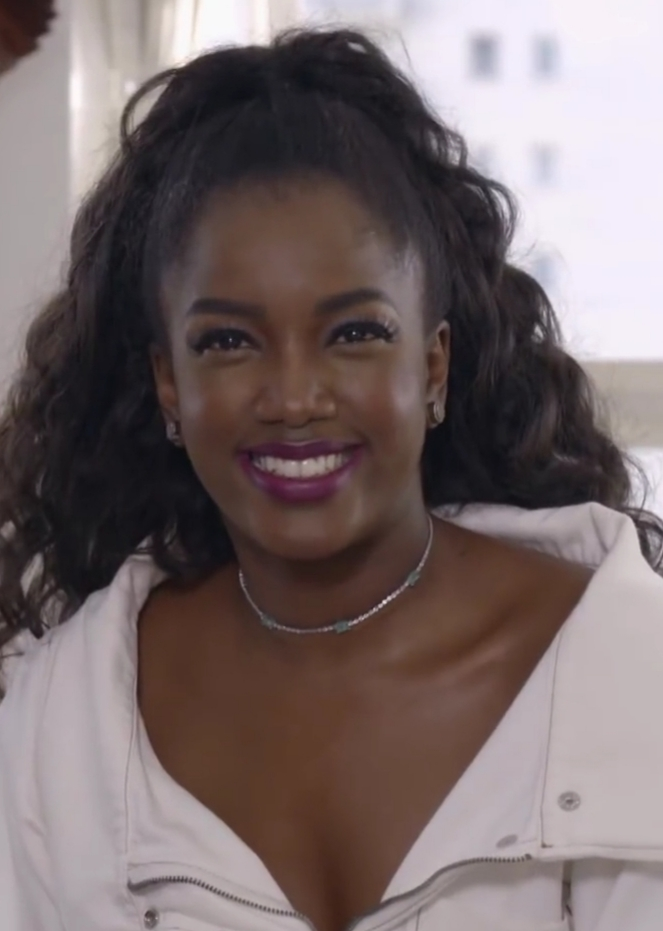
IZA (2019)

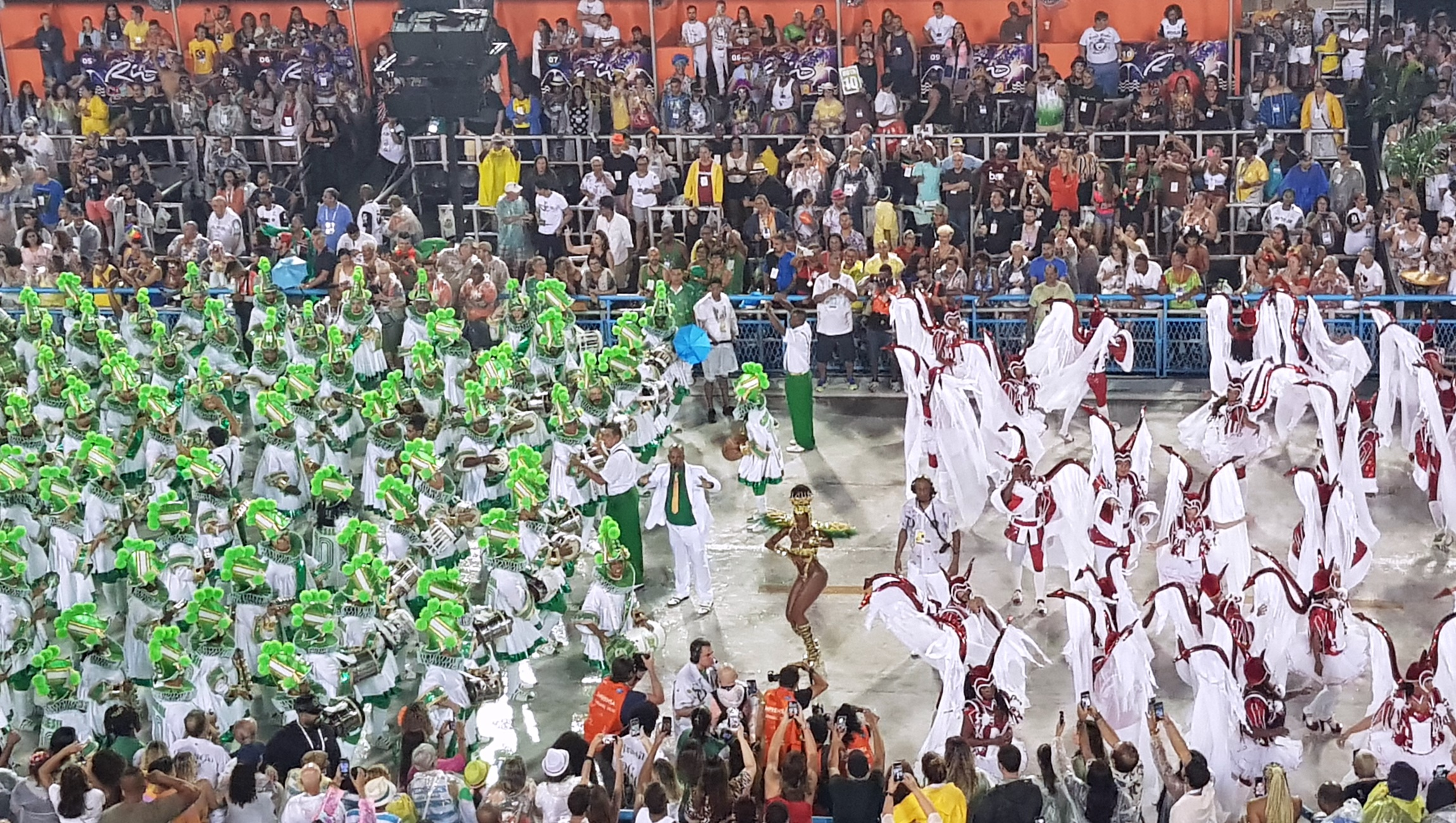
Iza (Mitte) als „Trommelkönigin“ der Sambaschule Imperatriz Leopoldinense in Rio de Janeiro.

Isabela Cristina Correia de Lima Lima (* 3. September 1990 in Rio de Janeiro), bekannt unter ihrem Künstlernamen Iza, auch stilisiert in der Schreibung IZA, ist eine brasilianische Sängerin, Songwriterin und Tänzerin. Popularität erlangte sie durch ihren YouTube-Kanal und ihre Präsenz bei Spotify und SoundCloud, wo sie Coverversionen von bekannten Popmusikern wie Beyoncé, Rihanna und Sam Smith veröffentlichte. Ihr Debütalbum Dona de Mim erschien 2018 und war für einen Latin Grammy Award in der Kategorie „Best Portuguese Language Contemporary Pop Album“ nominiert.

## Biografie
Iza wurde in Rio de Janeiro geboren. Als sie 6 Jahre alt war, zog ihre Familie nach Natal (Brasilien), wo sie begann, auf Familienfeiern und in der Kirche aufzutreten und zu singen. Mit 18 Jahren ging sie nach Rio zurück und erwarb einen Abschluss in Marketing. Wenig später startete sie ihren YouTube-Kanal.
2016 bekam Iza einen Vertrag bei Warner Music Brasil. Nach einigen Singles kam im April 2018 ihr Debütalbum Dona de Mim heraus.
2020 präsensierte sie sich als „Trommelkönigin“ (Rainha de bateria) der Sambaschule Imperatriz Leopoldinense im Karneval von Rio de Janeiro.
Von 2018 bis 2022 war Iza mit dem Musikproduzenten Sérgio Santos verheiratet.
Mit Afrodhit erschien 2023 ihr zweites Album.

## Diskografie

### Alben
- 2018: Dona de Mim
- 2023: Afrodhit

### Singles
- 2017: Te Pegar
- 2017: Esse Brilho É Meu
- 2017: Pesadão (featuring Marcelo Falcão)
- 2018: Ginga (featuring Rincon Sapiência)
- 2018: Dona de Mim
- 2019: Brisa
- 2019: Meu Talismã
- 2019: Evapora (mit Ciara und Major Lazer)
- 2020: Será (mit Lagum, BR: Platin)[5]
- 2021: Gueto
- 2021: Sem Filtro (BR: Platin)
- 2022: Fé
- 2022: Mó Paz
- 2023: Fé nas Maluca
- 2023: Que Se Vá
- 2024: Afrodite (BR: Platin)

### Promo-Singles
- 2016: Quem Sabe Sou Eu
- 2017: Vim Pra Ficar

## Filmografie

### Fernsehen
- 2016: Nada Será Como Antes – Cameoauftritt
- 2017–2019: TVZ – Gastmoderator
- 2018: Vai Que Cola
- 2018: Popstar – Gast-Jurorin
- 2018–2019: Música Boa Ao Vivo – Moderatorin
- 2019: SóTocaTop – Moderatorin
- 2019: Mulheres Fantásticas – Erzählerin
- 2019–2023: The Voice Brasil – Mitglied der Jury
- 2020: 220 Volts – sich selbst, eine Folge
- 2023: The Voice Kids Brasil – Mitglied der Jury
- 2023: Fuzuê – sich selbst
- 2024: Hoje É Dia das Crianças	Especial de dia das crianças (Heute ist Kindertag – Kindertags-Special)
- 2025: Vale Tudo
- 2025: Garota do Momento

### Kino
- 2019: Der König der Löwen (2019) – Stimme von Nala
- 2023: Um Ano Inesquecível - Outono (Ein unvergessliches Jahr - Herbst)
- 2023: Minha Irmã e Eu (Meine Schwester und Ich)
- 2024: Mufasa: Der König der Löwen – Stimme von Nala

## Auszeichnungen und Nominierungen
Die Liste enthält eine Auswahl und ist nicht vollständig.
- 2017: Prêmio Multishow – Nominiert
- 2017: Meus Prêmios Nick – Nominiert
- 2017: Women’s Music Event Awards – Gewonnen
- 2017: BreakTudo Awards – Nominiert
- 2018: Prêmio Multishow – Gewonnen
- 2018: Latin Grammy Awards – Nominiert
- 2023: Prêmio da Música Brasileira – Nominiert (2×)
- 2023: Latin Grammy Awards – Nominiert
- 2024: Prêmio da Música Brasileira – Gewonnen[6]
- 2024: Latin Grammy Awards – Nominiert  (2×)[7]